# Vienna (Virginia Occidental)
Vienna es una ciudad ubicada en el condado de Wood en el estado estadounidense de Virginia Occidental. En el Censo de 2010 tenía una población de 10749 habitantes y una densidad poblacional de 1.094,47 personas por km².

## Geografía
Vienna se encuentra ubicada en las coordenadas 39°18′34″N 81°32′41″O / 39.30944, -81.54472. Según la Oficina del Censo de los Estados Unidos, Vienna tiene una superficie total de 9.82 km², de la cual 9.82 km² corresponden a tierra firme y (0.05%) 0.01 km² es agua.

## Demografía
Según el censo de 2010, había 10749 personas residiendo en Vienna. La densidad de población era de 1.094,47 hab./km². De los 10749 habitantes, Vienna estaba compuesto por el 95.92% blancos, el 1.11% eran afroamericanos, el 0.2% eran amerindios, el 1.44% eran asiáticos, el 0.03% eran isleños del Pacífico, el 0.27% eran de otras razas y el 1.04% pertenecían a dos o más razas. Del total de la población el 0.77% eran hispanos o latinos de cualquier raza.